# 堀内橋
堀内橋（ほりうちばし）は、山形県最上郡舟形町にある最上川に架かる橋。

## 概要
山形県道36号新庄次年子村山線が通る。舟形町に架かる最上川の唯一の橋で、標高の高い舟形町の堀川地区に位置する。橋周辺の最上川左岸には堀内集落があり、河岸部には昭和40年代に整備した堀内特殊堤がある。また、堀内橋付近の中央部には最上川の水質を監視する堀内水質自動監視所がある。

## 歴史
初代
1948年、木橋が架けられた。
2代目（現行）
1956年、木橋のすぐ下流に新しい現在の橋が完成した。橋はオレンジ色のトラス橋。現行の橋として完成から60年が過ぎ、これまで補修工事も行われてきたが、橋の幅の狭さや老朽化などの問題から山形県によって架け替えの話が進んでいる。

## 周辺
- 山形県道30号大石田畑線
- 舟形町農村環境改善センター